# Косекі Ясухіро
Косекі Ясухіро (14 березня 1992) — японський плавець.
Учасник Олімпійських Ігор 2016 року.
Призер Чемпіонату світу з водних видів спорту 2017 року.
Призер Чемпіонату світу з плавання на короткій воді 2018 року.
Переможець Пантихоокеанського чемпіонату з плавання 2014, 2018 років.
Переможець Азійських ігор 2013 року.
Переможець літньої Універсіади 2013 року.